# Armed and Dangerous
Armed and Dangerous es un videojuego desarrollado por Planet Moon Studios y distribuido por Lucas Arts. Es un juego de acción en tercera persona con considerables toques de humor y parodias a otros juegos y películas.
A partir del 8 de julio de 2009 Armed and Dangerous se puso disponible a la venta en la plataforma de juegos Steam junto a otros varios juegos de Lucas Arts.

## Jugabilidad
Armed and Dangerous es un juego en tercera persona con la cámara situada detrás de Roman, el personaje que lleva el jugador, todo el tiempo e iremos acompañados en la mayoría de los niveles por otros dos personajes controlados por el ordenador, Q y Jonesy. El juego se desarrolla principalmente a pie aunque en la mayoría de los niveles hay emplazamientos de armas que se pueden utilizar, aunque también hay niveles de defensa en los que el jugador se encuentra dentro de una torreta sobre raíles encima de una pared defensiva; estos niveles se juegan en primera persona. 
Las armas del juego son el Rifle Hawkings, la Ametralladora Fleming, el Rifle de precisión Cyclops, el Lanzacohetes Vindaloo, el Mortero Personal Gurner y la Pistola tiburón de tierra. Esta última arma dispara un pequeño tiburón que crece rápidamente y va por tierra buscando y devorando a todos los enemigos posibles. También hay armas especiales como diferentes tipos de bombas, granadas o un arma llamada el Agujero negro más pequeño del mundo.

## Historia
Armed and Dangerous tiene lugar en el país ficticio de Milola gobernado por el malvado Rey Forge. El juego se centra en una banda de ladrones que son la única resistencia militar al rey llamados los Corazón de León. El grupo está compuesto por Roman experimentado ladrón, su amigo de la infancia y experto en explosivos Jonesy, Q un robot exguardia de élite del rey y obsesionado con el te y Rexus padre adoptivo de Roman.
La meta final del juego es recuperar el Libro de Dominación un artefacto antiguo con el poder de destruir el imperio del rey.

## Análisis
La Versión para PC del juego tiene una nota media de 78 en Metacritic mientras que la versión de Xbox tiene una nota de 79.